# Copa da Escócia de 2002–03
A Copa da Escócia de 2002-03 foi a 118º edição do torneio mais antigo do futebol da Escócia. O campeão foi o Rangers F.C., que conquistou seu 31º título na história da competição ao vencer a final contra o Dundee F.C., pelo placar de 1 a 0.

## Premiação
| Copa da Escócia de 2002-03        |
| Escócia                           |
| --------------------------------- |
| Rangers F.C. Campeão (31º título) |